# Denezières

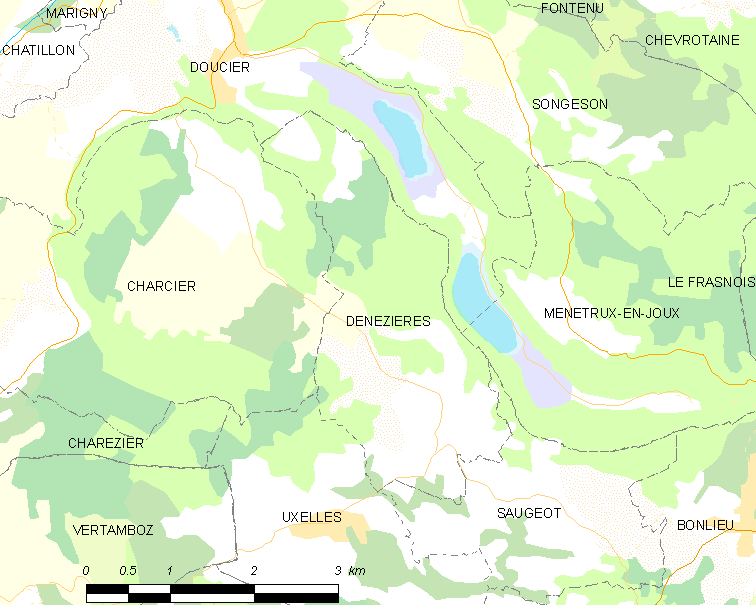

Denezières ist eine Gemeinde im französischen Département Jura in der Region Bourgogne-Franche-Comté.

## Geographie
Denezières liegt auf 640 m, etwa 21 Kilometer ostsüdöstlich der Stadt Lons-le-Saunier (Luftlinie). Das Bauerndorf erstreckt sich im Jura, auf dem Hochplateau von Champagnole zwischen der Combe d’Ain im Westen und den Ketten des Hochjuras im Osten, nördlich der Talniederung des Baches Sirène.
Die Fläche des 6,41 km² großen Gemeindegebiets umfasst einen Abschnitt des französischen Juras. Fast das gesamte Gebiet befindet sich auf dem Hochplateau von Champagnole, dessen durchschnittliche Höhe auf 640 m liegt. Diese Hochfläche ist leicht gewellt, wobei mit 673 m auf einer Kuppe südlich des Dorfes die höchste Erhebung von Denezières erreicht wird. Sie zeigt ein lockeres Gefüge von Wies- und Weideland respektive Wald. Nach Norden erstreckt sich das Gemeindeareal in das ausgedehnte Waldgebiet des Bois de la Vie de Salins und im äußersten Nordwesten in einen Talkessel am Rand des Hérisson-Tals. Die östliche Grenze verläuft stets auf der Oberkante des steil zum Hérisson-Tal abfallenden Hanges. 
Nachbargemeinden von Denezières sind Doucier im Norden, Menétrux-en-Joux im Osten, Saugeot und Uxelles im Süden sowie Charcier im Westen.

## Geschichte
Das Gebiet von Denezières wurde im 12. Jahrhundert von den Mönchen von Ilay gerodet, die hier zu Ehren des heiligen Claudius (ehemaliger Abt von Saint-Oyend-de-Joux, heute Saint-Claude) eine Kapelle errichteten. Das Land wurde 1189 dem Kartäuserkloster Bonlieu geschenkt. Erst im 13. Jahrhundert erscheint der Name Denezières in den Urkunden. Zusammen mit der Franche-Comté gelangte das Dorf mit dem Frieden von Nimwegen 1678 an Frankreich.

## Sehenswürdigkeiten
Die Dorfkirche Saint-Cloud in Denezières wurde im 18. Jahrhundert erbaut und im 19. Jahrhundert umgestaltet. Aus dem 15. Jahrhundert stammt die heutige Kapelle Saint-Cloud.

## Bevölkerung
| Jahr                       | 1962 | 1968 | 1975 | 1982 | 1990 | 1999 | 2005 | 2017 |
| Einwohner                  | 111  | 88   | 68   | 93   | 89   | 78   | 74   | 72   |
| Quellen: Cassini und INSEE |      |      |      |      |      |      |      |      |

Mit 73 Einwohnern (Stand 1. Januar 2022) gehört Denezières zu den kleinsten Gemeinden des Départements Jura. Nachdem die Einwohnerzahl in der ersten Hälfte des 20. Jahrhunderts deutlich abgenommen hatte (1886 wurden noch 173 Personen gezählt), wurden seit Beginn der 1970er Jahre nur noch geringe Schwankungen verzeichnet.

## Wirtschaft und Infrastruktur
Denezières war bis weit ins 20. Jahrhundert hinein ein vorwiegend durch die Landwirtschaft, insbesondere Viehzucht und Milchwirtschaft, sowie durch die Forstwirtschaft geprägtes Dorf. Noch heute leben die Bewohner zur Hauptsache von der Tätigkeit im ersten Sektor. Außerhalb des primären Sektors gibt es nur wenige Arbeitsplätze im Dorf. Einige Erwerbstätige sind auch Wegpendler, die in den umliegenden größeren Ortschaften ihrer Arbeit nachgehen.
Die Ortschaft liegt abseits der größeren Durchgangsstraßen. Straßenverbindungen bestehen via Uxelles mit Clairvaux-les-Lacs, mit Saugeot und Doucier.